# Jan Czesław Moniuszko
Jan Czesław Moniuszko (ur. 1853 w Wilnie, zm. 1908 w Warszawie) – polski malarz, zajmujący się malarstwem rodzajowym. Był synem kompozytora Stanisława Moniuszki (1819–1872).
Od roku 1858 wraz z rodzicami zamieszkał w Warszawie. Od roku 1871 studiował malarstwo w Klasie Rysunkowej u Wojciecha Gersona i Aleksandra Kamińskiego. Od roku 1878 kontynuował studia w Cesarskiej Akademii Sztuk Pięknych w Petersburgu, a po ukończeniu studiów powrócił do Warszawy.
Debiutował w roku 1879 na wystawie w Towarzystwie Zachęty Sztuk Pięknych w Warszawie obrazem „Pierwsze spotkanie Jadwigi z Jagiełłą”. Uczestniczył również w wystawach malarstwa w Łodzi, Krakowie i Kijowie.
Zajmował się głównie malarstwem rodzajowym, przedstawiającym postacie w polskich strojach szlacheckich oraz w strojach epoki rokoka. Tworzył również obrazy o treści historycznej i religijnej.
W roku 1905 w warszawskim Salonie Artystycznym odbyła się wystawa indywidualna obejmująca ok. 50 jego dzieł.

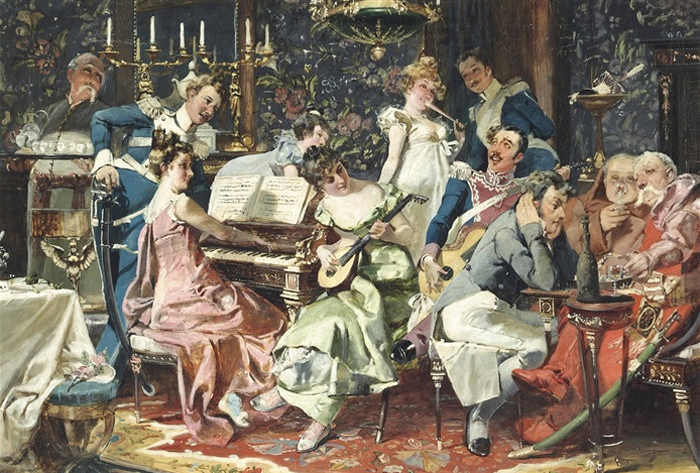
Biesiada
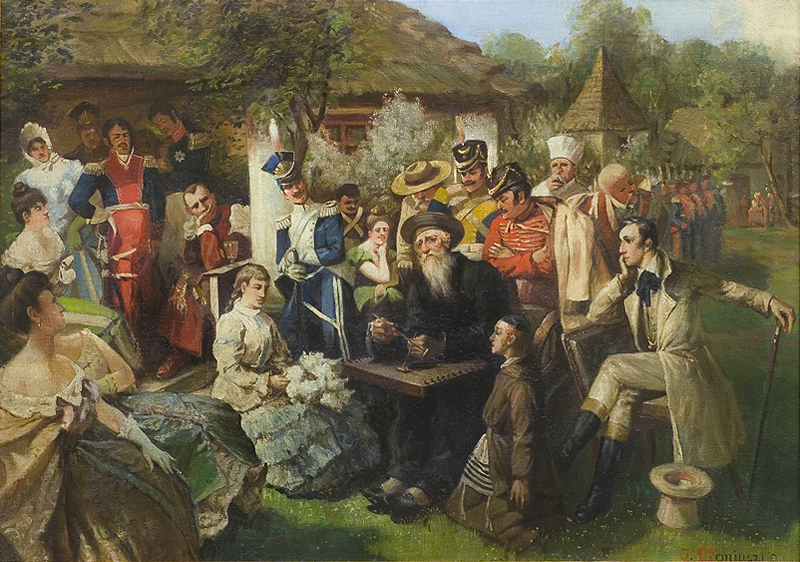
Koncert Jankiela
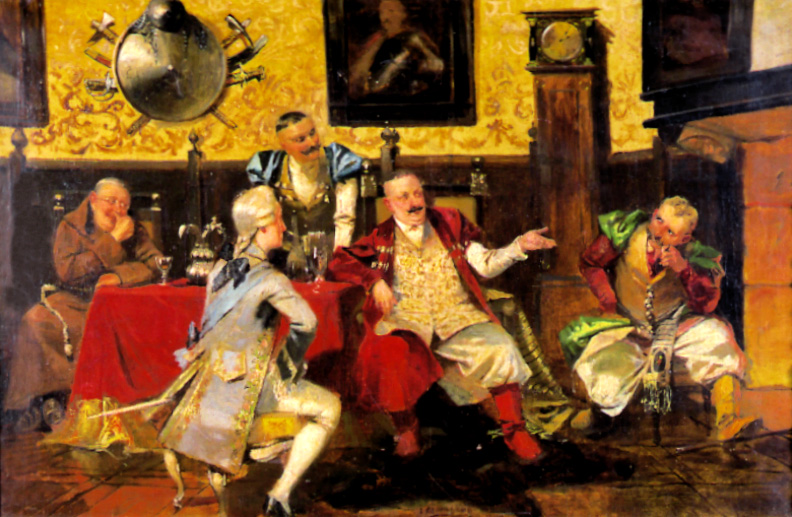
Rozmowa przy winie
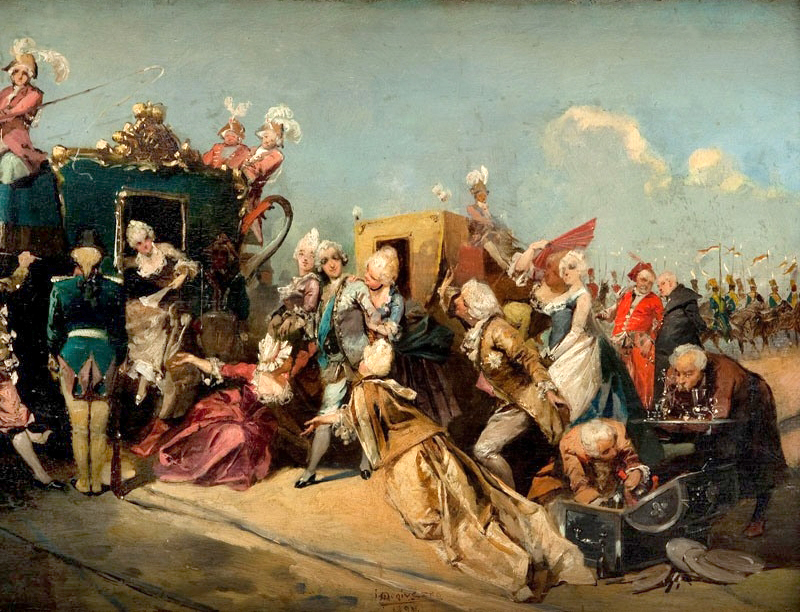
Przygoda w drodze
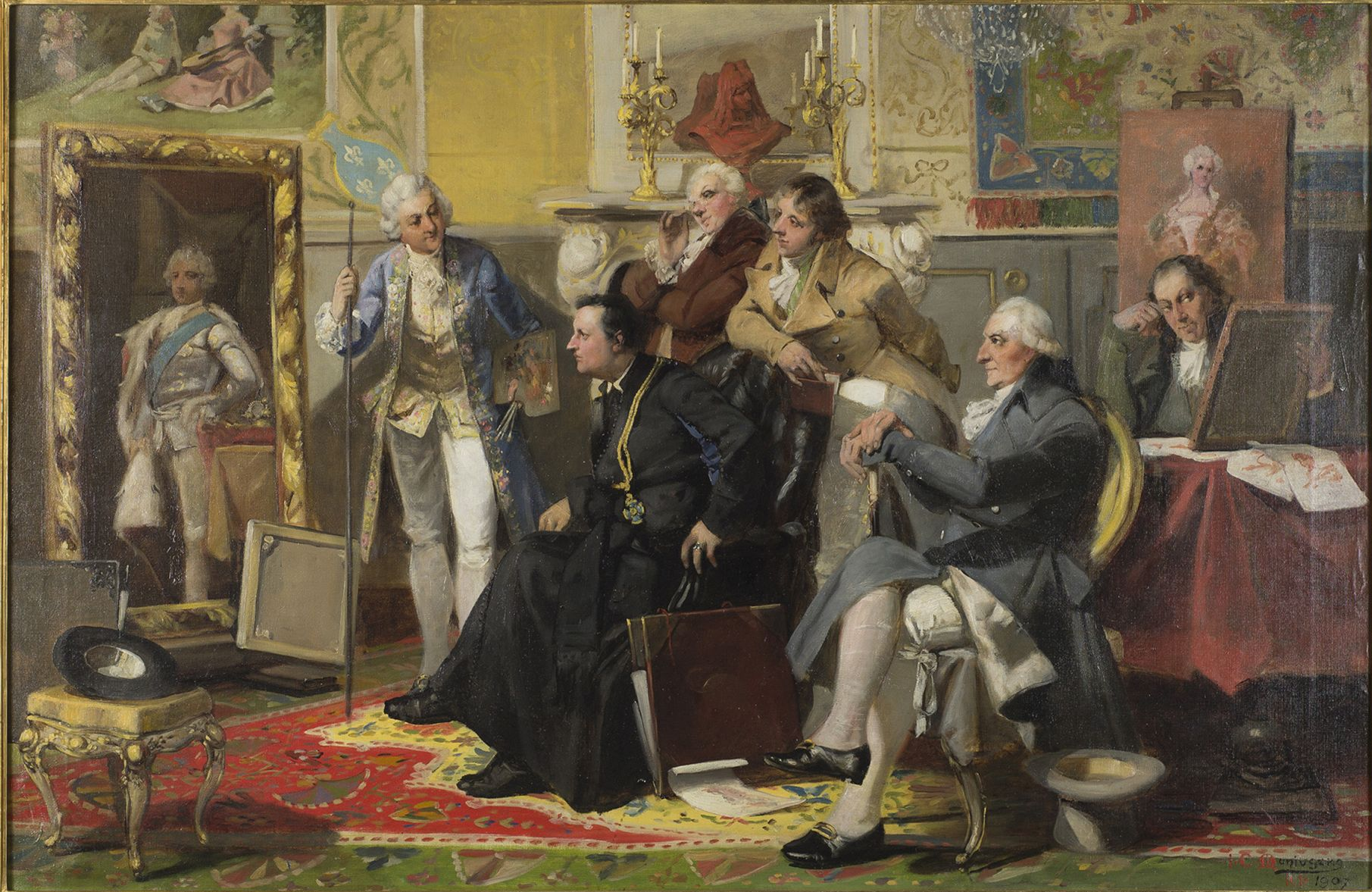
W pracowni Bacciarellego